# Manuel Tovar Siles
Manuel Tovar Siles (Granada, 10 d'agost de 1875- Madrid,10 d'abril de 1935)va ser un dibuixant i caricaturista espanyol. Va emprar puntualment el pseudònim «Don Hermógenes». Fou qualificat per Mariano Sánchez de Palacios com «una de les figures més representatives del Madrid periodístic del primer quart de segle». Al periòdic La Libertad se'l va descriure després de la seva defunció com «Manolo Tovar era per a Madrid el seu dibuixant popular».
El propi Manuel Tovar va afirmar en una entrevista que el seu ensenyament va ser autodidacte, així com que un dels artistes que més el va influir va ser Ramón Cilla. Encara que va col·laborar en els seus inicis per a revistes de València i Barcelona, es traslladà jove a Madrid. Va conrear àrees diverses, com la caricatura personal, la sàtira política o ben temàtiques costumistes, a més de pintar olis i aquarel·les, faceta aquesta última menys coneguda. Treballà il·lustrant publicacions com Madrid Cómico, Gedeón, La Correspondencia de España, El Liberal, ABC, El Sol, La Voz, La Esfera, Blanco y Negro, Nuevo Mundo, Mundo Gráfico o Buen Humor.
En el terreny personal va estar casat amb Concepción Rodríguez i van tenir dos fills, Manuel i Conchita. Després de la seva mort el 10 d'abril de 1935, fou enterrat al cementiri de l'Almudena.